# Olbrachtów
Olbrachtów (ɔlˈbraxtuf) es un pueblo en el distrito administrativo de Gmina Żary, en el condado de Żary, en el voivodato de Lubus, en el oeste de Polonia.
Se encuentra a unos 7 kilómetros (4 millas) al suroeste de Żary y a 50 kilómetros (31 millas) al suroeste de Zielona Góra.
Antes de 1945, el territorio era parte de Alemania.
El pueblo tiene una población de 780 personas según el censo del 2006.

### Mapas
- Ubicación; en el sitio de e-map.

- Ubicación; en el sitio de Google Maps.

- Ubicación (enlace roto disponible en Internet Archive; véase el historial, la primera versión y la última).; en el sitio de Zumi.

- De satélite:

- - En Google Maps.

- - Ubicación; en el sitio de Wikimapia.

- - En Zumi. (enlace roto disponible en Internet Archive; véase el historial, la primera versión y la última).

- Datos: Q975498
- Multimedia: Olbrachtów / Q975498